# Eutaenionotum olivaceum
Eutaenionotum olivaceum är en tvåvingeart som beskrevs av Oldenberg 1923. Eutaenionotum olivaceum ingår i släktet Eutaenionotum och familjen vattenflugor. Inga underarter finns listade i Catalogue of Life.